# Трехо, Марио
Ма́рио Альбе́рто Тре́хо Гусма́н (исп. Mario Alberto Trejo Guzmán; 11 февраля 1956, Мехико, Мексика) — мексиканский футболист, защитник.

## Клубная карьера
Свою карьеру он начал в клубе «Америка» из родного Мехико, постоянно присутствуя в стартовом составе во время сезона 1978/1979. С течением лет, защитник сыграл в более двухстах матчах в мексиканском чемпионате и завоевал несколько титулов, в том числе четыре национальных чемпионата, трофей Чемпион чемпионов, Кубок чемпионов КОНКАКАФ, Межамериканский кубок. В 1986 году, сразу после домашнего чемпионата мира, Трехо перешёл в «Тампико Мадеро», проведя ещё пять сезонов; в конце сезона 1989/1990 Трехо завершил карьеру.

## Карьера в сборной
Он дебютировал в национальной сборной 28 февраля 1980 в матче против сборной Республики Корея, проигранном со счётом 1:0. В составе сборной Мексики на чемпионате мира 1986 года, он занимал позицию левого защитника. Он сыграл в матче-открытии против сборной Бельгии и во второй встрече с Парагваем. В оставшейся части турнира его заменил Рафаэль Амадор. Его последний матч за сборную состоялся в 1986 году.

## Достижения
Америка
- Победитель Чемпионата Мексики (4): 1975/1976, 1983/1984, 1984/1985, 1985
- Обладатель трофея Чемпион чемпионов Мексики (1): 1976
- Победитель Кубка чемпионов КОНКАКАФ (1): 1977
- Обладатель Межамериканского кубка (1): 1978